# Geddes Crag
Geddes Crag är en kulle i Antarktis. Den ligger i Östantarktis. Australien gör anspråk på området. Toppen på Geddes Crag är 1 796 meter över havet.
Terrängen runt Geddes Crag är kuperad åt nordost, men åt sydväst är den platt. Terrängen runt Geddes Crag sluttar västerut. Trakten är obefolkad. Det finns inga samhällen i närheten. 